# Literaturjahr 1656
Liste der Literaturjahre

Literaturjahr 1656 | 1660

Weitere Ereignisse
Dieser Artikel behandelt das Literaturjahr 1656.

## Ereignisse
- 23. Januar: Blaise Pascal beginnt mit der Niederschrift von  Les Provinciales, einer Reihe von Briefen an seinen  jansentischen Freund Antoine Arnauld. Da deren Veröffentlichung illegal ist, prangert er einige Methoden der Jesuiten an, wie beispielsweise die Kasuistik. Am 24. März 1657 beendet Pascal sein Werk. Durch Pascals Polemik und seinen rhetorischen Stil zählen die Briefe zu den bedeutenden literarischen Werken der damaligen Epoche. Die Briefe wurden in den literarischen Salons rezipiert und diskutiert. Sie gehören aufgrund ihrer antikirchliche Stoßrichtung zur Frühaufklärung. Ludwigs XIV. ließ die Briefe 1660 verbieten und auf dem Scheiterhaufen verbrennen. Doch zu diesem Zeitpunkt hatte man sie bereits in diverse Sprachen übersetzt und so beeinflussten sie spätere Denker wie Voltaire und Rousseau maßgeblich.[1]
- 19. Februar: Uraufführung des musikalischen Dramas Orontea von Antonio Cesti in Innsbruck.[2]
- 25. April: In London beschäftigt sich der Stadtrat, der sich normalerweise nur mit größeren Angelegenheit zufriedengibt, ausnahmsweise mit der Zensur einzelner Bücher und beauftragt den Lord Mayor of London den von John Philipps herausgegebenen Titel Sportive Wit, or the Muses' Merriment aufgrund seiner skandalösen, lasziven skurrilen und profanen Inhalte zu verbrennen.[3]
- 09. Mai: Der britische Staatsrat ordnet die Vernichtung sämtlicher Exemplare von Choice Drollery, Songs, and Sonnets an.[4]
- 13. Juli: Uraufführung des Dramas Theti von Antonio Bertali an der Hofburg Wien in Wien.[5]
- 27. Juli: Baruch de Spinoza wird aus der jüdischen Gemeinde Amsterdams ausgeschlossen.[6]
- September: Uraufführung von The Siege of Rhodes, Part I von Sir William Davenant, der ersten englischen Oper.[7]
- 12. November: John Milton heiratet Katherine Woodcock.
- Zwei Schauspielbücher werden 1656 veröffentlicht: The Careless Shepherdess und The Old Law enthalten die ersten Spielliste oder den ersten Katalog aller bisher in England aufgeführten Theaterstücke.

## Neuerscheinungen

### Prosa

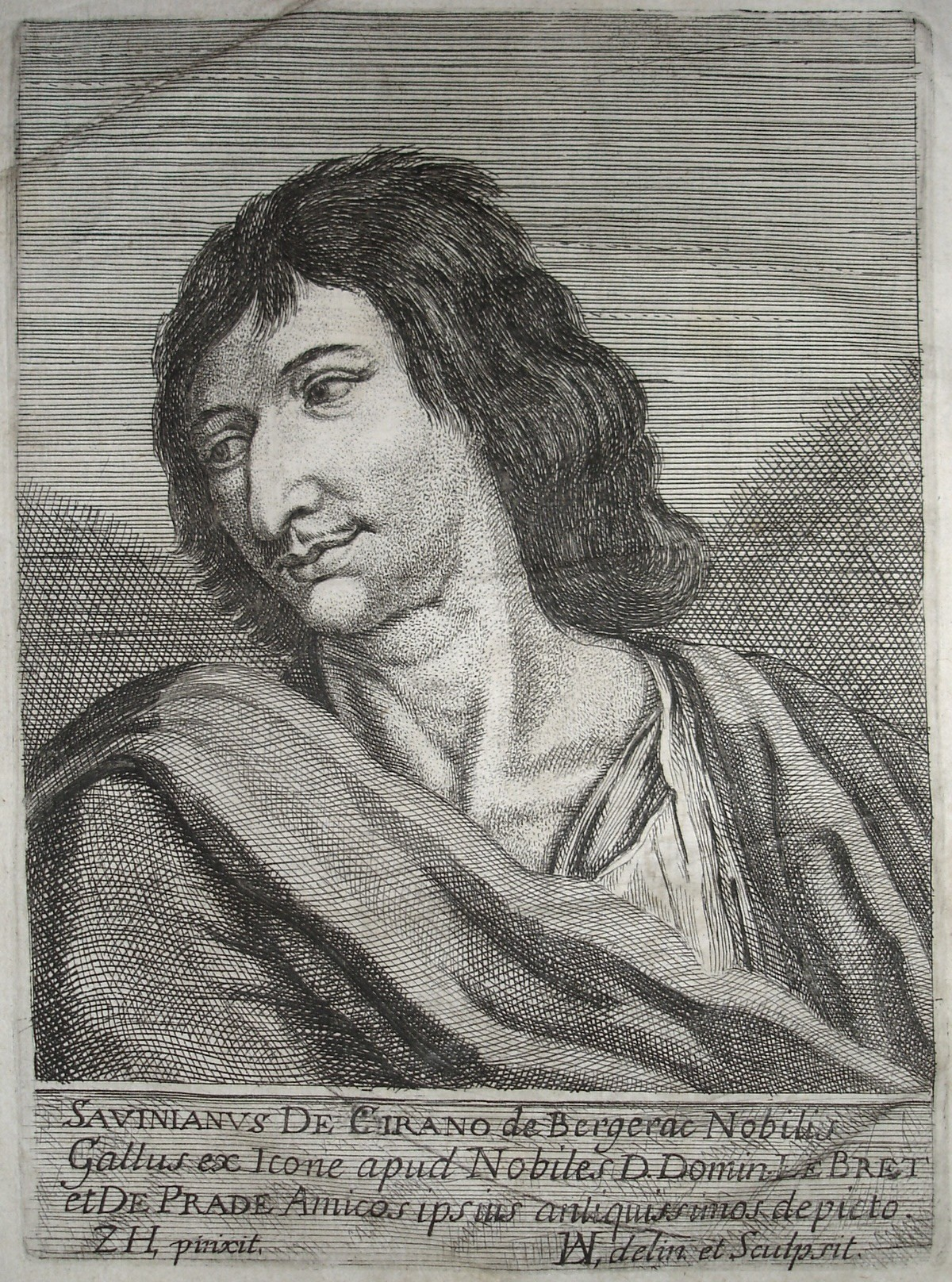
Cyrano de Bergerac

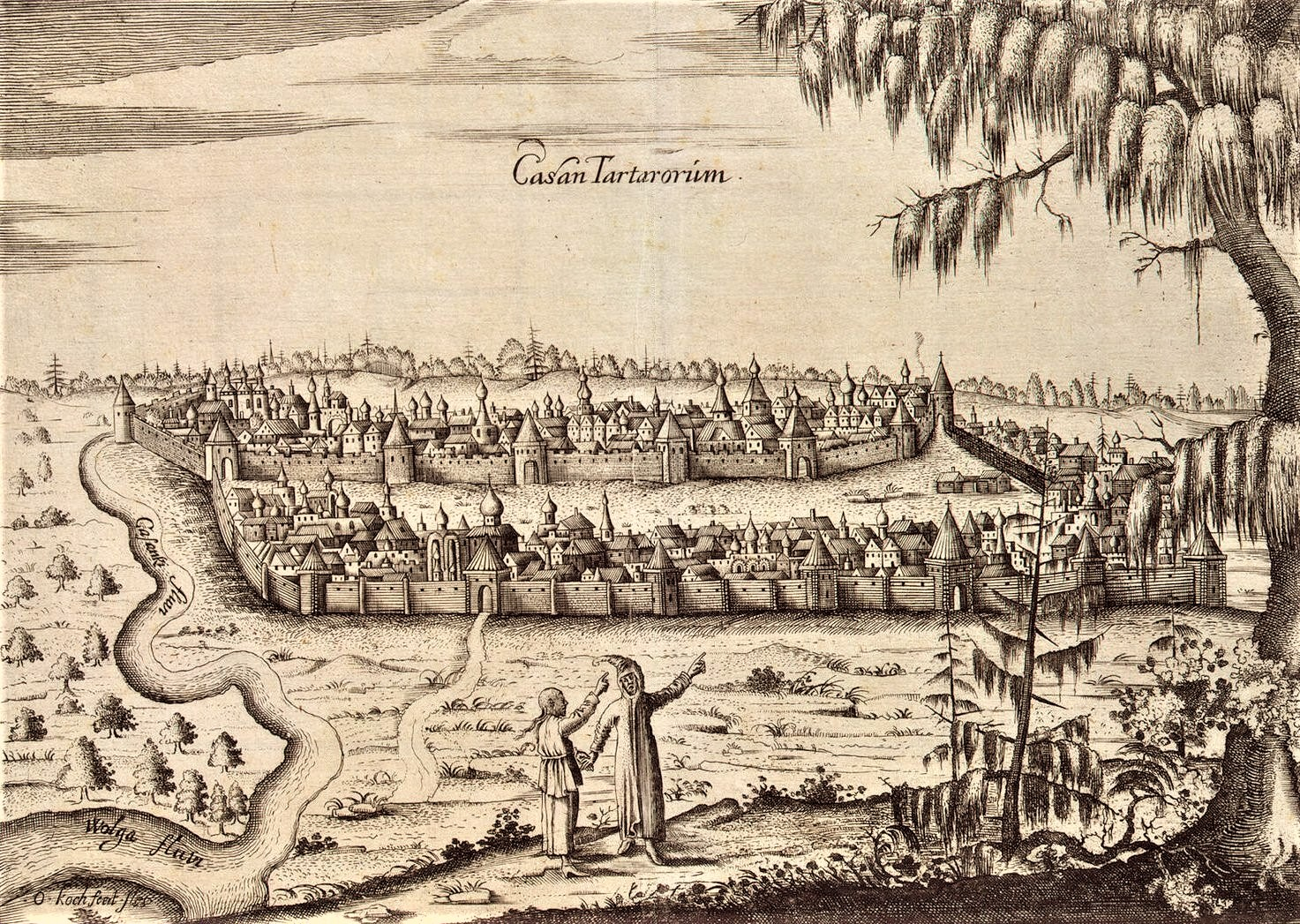
Olearius' Darstellung von Kasan

- Cyrano de Bergerac – Komische Geschichte der Staaten und Reiche des Mondes
- Adam Olearius – Vermehrte Newe Beschreibung Der Muscowitischen und Persischen Reyse So durch gelegenheit einer Holsteinischen Gesandtschaft an den Russischen Zaar und König in Persien geschehen

### Drama
- Thomas Corneille – Timocrate
- Robert Cox – John Swabber the Seaman
- Thomas Dekker & John Ford – The Sun's Darling
- Thomas Goffe – Three Excellent Tragedies; The Careless Shepherdess (postum)
- Sir William Lower – Horatius
- Thomas Middleton, William Rowley, & Philip Massinger –  The Old Law
- Molière – Le Dépit amoureux
- Walter Montague – The Accomplished Woman
- Edmund Prestwich – The Hectors, or the False Challenge

### Lyrik
- Pierre Corneille – L'Imitation de Jésus-Christ
- Abraham Cowley – The Miscellanies
- William Davenant – Wit and Drollery: Jovial Poems
- Andreas Gryphius – Kirchhofsgedanken

### Sachliteratur

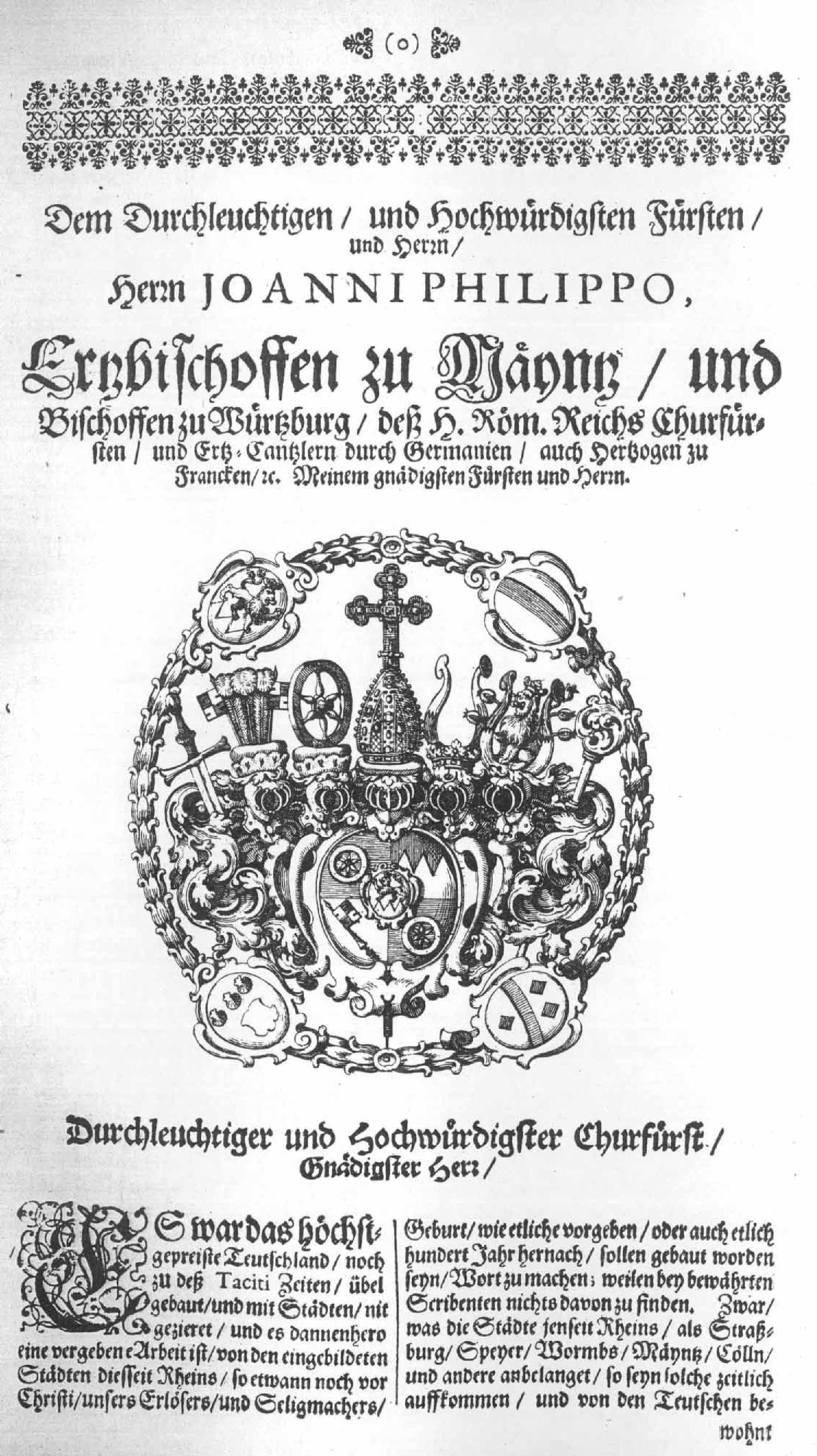
Martin Zeiller/Matthäus Merian – Topographia Franconiae, Titelblatt

- Pierre Borel – Trésor des recherches et antiquitez gauloises et françoises
- Méric Casaubon – A Treatise Concerning Enthusiasm
- Margaret Cavendish – Nature's Pictures drawn by Fancies Pencil to the Life und A True Relation of my Birth, Breeding, and Life
- James Harrington – The Commonwealth of Oceana
- Thomas Hobbes – Questions concerning Liberty, Necessity and Chance
- Elizabeth Major – Honey on the Rod
- Marchmont Nedham – The Excellency of a Free State
- Francis Osborne – Advice to a Son (Ein Buch wider die Ehe, das aus Gründen der Amoralität verboten und brannt wurde.)
- Blaise Pascal – Les Provinciales (im März 1657 vollendet)
- Michel de Pure – La Précieuse ou les mystères des ruelles
- Gerrard Winstanley – The Law of Freedom
- Martin Zeiller/Matthäus Merian – Topographia Franconiae

## Geboren

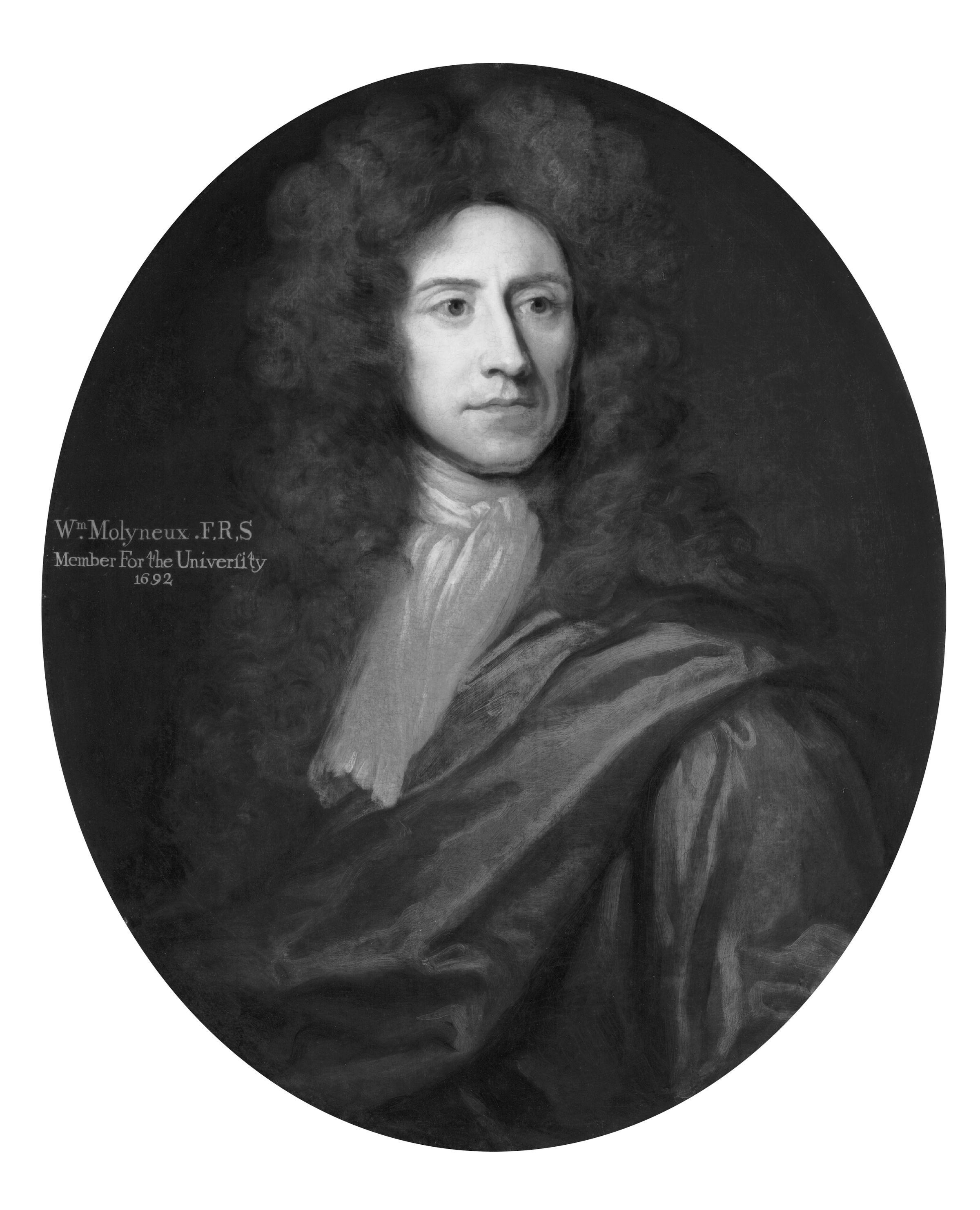
William Molyneux (1656–1698) porträtiert von Godfrey Kneller

- 07. Februar: Maria Selvaggia Borghini, italienische Dichterin und Übersetzerin († 1735)
- 11. April: Paul Rabe, deutscher Philologe und Philosoph († 1713)
- 17. April: William Molyneux, Philosoph und politischer Schriftsteller († 1698)
- 17. Juni: Paul Thymich, deutscher Dichter († 1694)
- 27. Juni: Paul Jacob Marperger, deutscher Ökonom und Kameralist († 1730)
- August: Lady Mary Chudleigh, englische Dichterin († 1710)
- 28. August: Jean Croiset, französischer katholischer Priester, Jesuit, und Autor aszetischer Schriften († 1738)
- 14. September: Thomas Baker, englischer Antiquar und Autor
- 09. November: Paul Aler, Jesuit, Philologe und Dichter aus Luxemburg († 1727)
- 26. November: Adam Erdmann Mirus, deutscher Pädagoge, Orientalist, populärwissenschaftlicher Schriftsteller und Lexikograf († 1728)
- genaues Datum unbekannt: Burkard Bausch,  Mönch und Chronist der fränkischen Benediktinerabtei Münsterschwarzach († 1721/23)
- genaues Datum unbekannt: Jean-Galbert de Campistron,  französischer Dramatiker und Schüler Jean Racines (* 1723)
- genaues Datum unbekannt: Charles Davenant, Ökonom und Sohn von Sir William Davenant († 1714)
- genaues Datum unbekannt: Philip Falle, Kleriker und Chronist aus Jersey († 1742)
- genaues Datum unbekannt: Nikolaes Heinsius der Jüngere,  holländischer Schriftsteller und Arzt († 1718)
- genaues Datum unbekannt: Hans Paus, norwegischer Priester und Dichter († 1715)
- genaues Datum unbekannt: Hugh Speke, englischer Schriftsteller und Agitator (um 1724)

## Gestorben

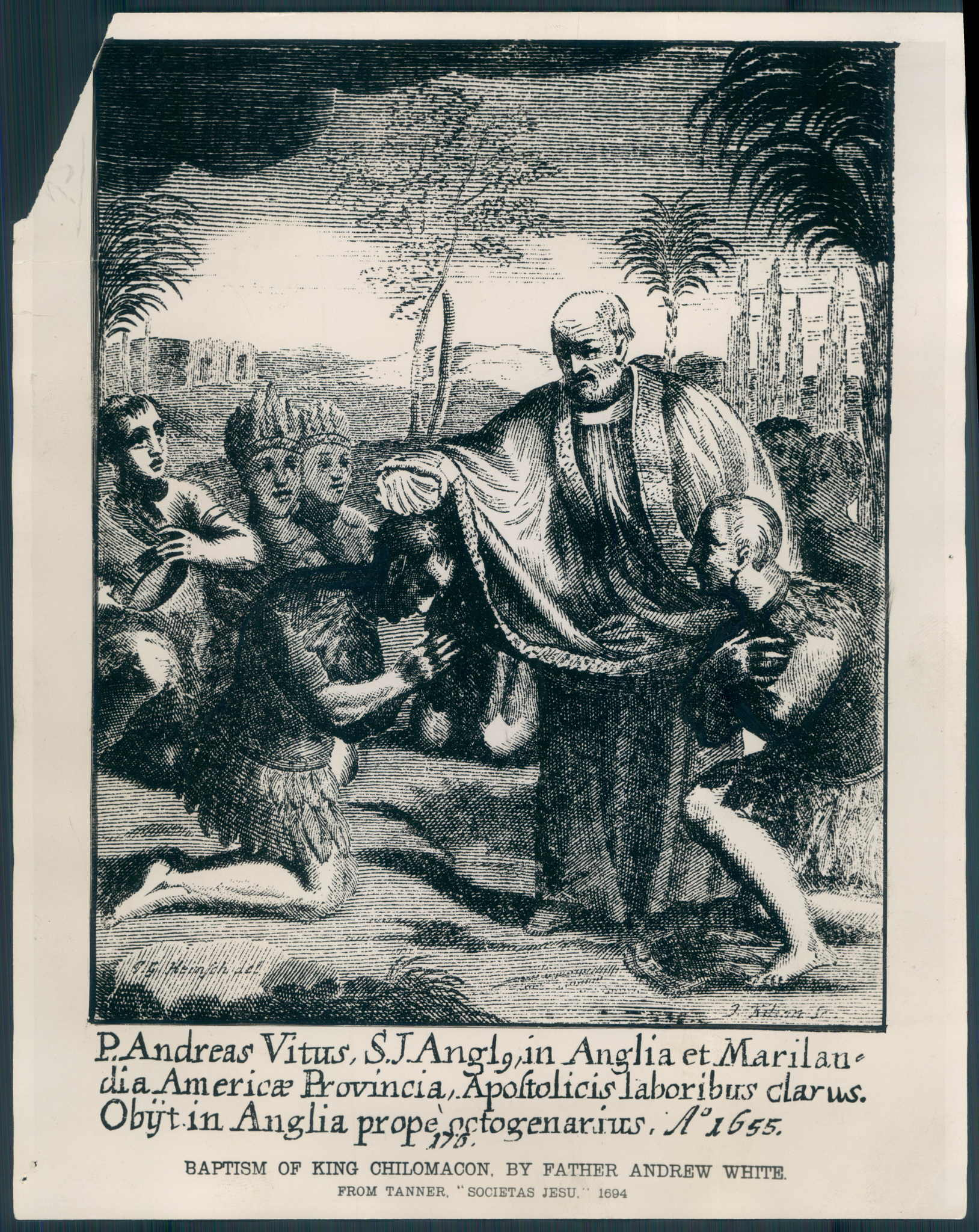
Andrew White tauft den Indianerhäuptling Chitomachon. Holzschnitt in Mathias Tanners Societas Jesu apostolorum imitatrix, Prag 1694

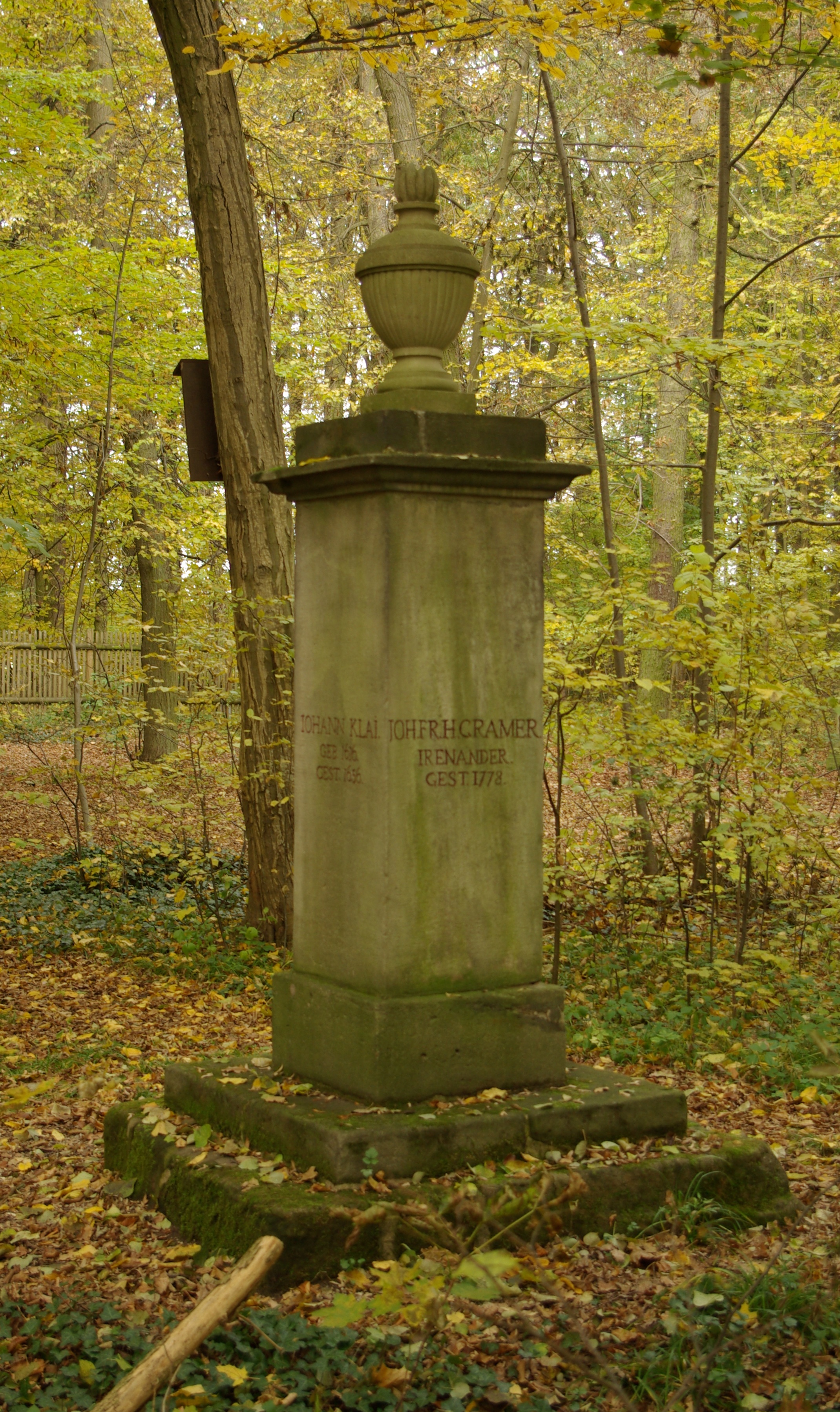
Gedenkstein für Johann Klaj im Irrhain bei Nürnberg

- 19. Januar: Godfrey Goodman, anglikanischer Bischof und Theologe (* um 1582)
- 01. Februar: Rudolf von Drachenfels, deutscher Verwaltungsbeamter und Gelegenheitsdichter (* 1582)
- 16. Februar: Johann Klaj, deutscher Dichter (* 1616)
- 27. Februar: Johan van Heemskerk,  niederländischer Schriftsteller des Barock, Rechtsanwalt und Politiker (* 1597)
- 21. März: James Ussher, irischer anglikanischer Theologe und Verfasser einer Vielzahl theologischer und historischer Werke (* 1581)
- 04. April: Andreas Rivinus, deutscher Philosoph, neulateinischer Dichter, Philologe und Mediziner (* 1601)
- 24. April: Thomas Finck, deutscher Mathematiker, Mediziner und Rhetoriker (* 1561)
- 17. Juni: Martin Gosky,  deutscher Mediziner und Dichter der Barockzeit (um 1586)
- 19. Juni: Hempo von dem Knesebeck, Mitglied der „Fruchtbringenden Gesellschaft“ (* 1595)
- 23. Juli: Nicolaus Henel von Hennenfeld, deutscher Ober-Syndikus, Biograf, Chronist und Historiker (* 1582)
- 27. Juli: Salomo Glassius, deutscher lutherischer Theologe (* 1593)
- 08. August: Brás Garcia de Mascarenhas, portugiesischer Militär und Dichter (* 1596)
- 24. August: Aegidius Gelenius, deutscher Historiker (* 1595)
- 04. September: Peter Lucius, deutscher Buchdrucker (* 1590)
- 08. September : Bischof Joseph Hall, englischer Satiriker (* 1574)
- 27. September: Johann Ludwig von Kuefstein österreichischer Romanübersetzer der Barockzeit (* 1582)
- 03. Oktober: Myles Standish, amerikanischer Kolonist, bekannt durch Longfellows Poem
- 27. Dezember: Andrew White, neuenglischer Jesuit und Chronist, auch „Apostel von Maryland“ genannt (* 1579)
- Dezember: John Edwards (Siôn Treredyn), walisischer anglikanischer Priester und Übersetzer (* 1605)
- genaues Datum unbekannt: Akha Bhagat, indischer Schriftsteller des Gujarati (* 1591)
- genaues Datum unbekannt: Thomas Gage,  englischer Geistlicher und Schriftsteller (um 1597)